# Canter's
Cet article possède un paronyme, voir Canter.
 (août 2017).
Si vous disposez d'ouvrages ou d'articles de référence ou si vous connaissez des sites web de qualité traitant du thème abordé ici, merci de compléter l'article en donnant les références utiles à sa vérifiabilité et en les liant à la section « Notes et références ».
Canter's Deli est une épicerie-restaurant delicatessen situé à Fairfax près de West Hollywood à Los Angeles (Californie, États-Unis).
L'établissement ouvre ses portes en 1931 dans le quartier de Boyle Heights avant de s'établir à Fairfax District. Dès son origine, il est fréquenté par des stars du cinéma et diverses célébrités.
Le restaurant sert des mets traditionnels juifs (lox and bagels, corned beef, matzoh ball soup, challah, etc.) bien qu'il ne soit pas certifié casher car il propose aussi des mets comme des sandwichs au jambon. Canter's est ouvert 24 heures sur 24 sauf lors des fêtes juives de Rosh Hashanah et Yom Kippur.

## Histoire
La famille Canter ouvre un delicatessen à Jersey City (New Jersey) en 1924. Ils déménagent sur la côte ouest en même temps que de nombreux juifs du nord-est des États-Unis, et en 1931 ils ouvrent un delicatessen sur Brooklyn Avenue dans le quartier de Boyle Heights où résidait une importante communauté juive. Après la Seconde guerre mondiale, cette communauté juive quitte ce quartier pour s'établir dans le Fairfax District (West Hollywood) et la San Fernando Valley. La famille Canter suit le mouvement et en 1948 elle ouvre un nouvel établissement au 439 North Fairfax Avenue. En 1953, le restaurant déménage pour s'établir dans l'ancien Esquire Theater (qui passait des films en yiddish), un espace beaucoup plus grand.
Canter's devient rapidement un lieu de rencontre pour les personnalités du show business en raison de sa proximité avec les studios de cinéma et ses heures d'ouverture tardives. C'est toujours le cas actuellement.
Dans les années 1960, Canter's devient un lieu où s'agglutinent hippies, musiciens de rock et d'autres acteurs de la contre-culture. Sunset Strip se trouvant à moins d'un kilomètre de distance, Canter's demeure un lieu de rencontre pour les musiciens de rock.
Canter's est connu pour son pastrami, corned beef, matzoh ball soup, challah, lox and bagels, and brisket. Le restaurant a reçu des distinctions de la part de la presse (le Los Angeles Magazine affirme que les waffles de Canter's sont les meilleurs de Los Angeles et le magazine Esquire dit que le sandwich Monte Cristo est un des meilleurs de tous les États-Unis).
Le bar à l'intérieur de Canter's, appelé le Kibitz Room, a sa propre histoire. Chuck E. Weiss, qui fréquentait régulièrement l'établissement, a écrit une chanson sur le Kibitz Room intitulée "Rocking in the Kibbitz Room." Même si le restaurant est ouvert 24 heures sur 24, le bar ferme ses portes à 2 heures du matin. De la musique en direct est proposée tous les soirs. De nombreux artistes ont débuté là (The Wallflowers, Fiona Apple). Des musiciens comme Phil Everly, Jackson Browne, Melissa Etheridge ou Slash, ami d'enfance du propriétaire Marc Canter, se produisent chez Canter's. Marc Canter a d'ailleurs publié en 2008 un livre sur la genèse du groupe Guns N' Roses (Reckless Road).
Canter's est apparu dans de nombreux films et séries de télévision (Curb Your Enthusiasm lors de l'épisode "The Blind Date" (2004) ou Mad Men lors de l'épisode "Time Zones" (2014). En 2007, Adam Stein, finaliste du show de Fox TV On the Lot, filma Dough: The Musical chez Canter's. Canter's est aussi mentionné dans la chanson "Oh Daddy" par The Turtles.
En 2003, Canter's ouvre un restaurant supplémentaire au Treasure Island Hotel and Casino de Las Vegas, mais il ferme ses portes en décembre 2012.
Le 14 octobre 2008, Canter's fête son 60e anniversaire. À cette occasion, le fameux sandwich au corned beef est proposé au même prix qu'en 1948 (60 cents).
Le 24 juillet 2014, le président Barack Obama surprend les clients et le personnel en visitant le restaurant à l'improviste.
Bono du groupe U2 visite Canter's en 2015 et laisse un pourboire de 150 dollars.